# Clonistria bartholomaea
Clonistria bartholomaea är en insektsart som beskrevs av Carl Stål 1875. Clonistria bartholomaea ingår i släktet Clonistria och familjen Diapheromeridae. Inga underarter finns listade i Catalogue of Life.